# Fiorello!
Fiorello! is een musical over Fiorello H. LaGuardia, een Republikeinse burgemeester van New York. Het verhaal is geschreven door Jerome Weidman en George Abbott, en voor een belangrijk stuk gebaseerd op het boek Life With Fiorello van Ernest Cuneo uit 1955. De teksten zijn geschreven door Sheldon Harnick en de muziek door  Jerry Bock. Fiorello! is  een van de acht musicals die de Pulitzerprijs voor drama gewonnen hebben.

## Songs
| Act I - On the Side of the Angels - Politics and Poker - Unfair - Marie's Law - The Name's LaGuardia - The Bum Won - I Love a Cop - I Love a Cop (reprise) - Till Tomorrow - Home Again | Act II - When Did I Fall in Love - Gentleman Jimmy - Gentleman Jimmy (reprise) - The Name's LaGuardia (reprise) - Little Tin Box - The Very Next Man - Politics and Poker (reprise) - The Very Next Man (reprise) - The Name's LaGuardia (reprise) |